# Shabtai Shavit
Shabtai Shavit, né le 17 juillet 1939 à Nesher (Palestine mandataire) et mort le 5 septembre 2023 en Sicile (Italie), est un officier des renseignements israélien, directeur du Mossad de 1990 à 1996.
En 2001, il est directeur de l'Institut international pour la Recherche sur le Terrorisme à Herzliya.